# 오다 노부야스
오다 노부야스(織田信休)는 에도 시대 중기의 다이묘이다. 야마토 우다 마쓰야마 번 제5대 번주, 단바 가이바라 번 초대 번주를 지냈다. 오다 가 노부카쓰 계 다카나가 류 제4대 당주.
| 전임 오다 노부타케 | 제4대 오다 가문 노부카쓰 계 다카나가 류 당주 1695년 ~ 1722년 | 후임 오다 노부토모 |

| 전임 오다 노부타케 | 제5대 우다 마쓰야마 번 번주 (오다 가문 노부카쓰 계 다카나가 류) 1695년 | 후임 폐번 |

| 전임 막부령(오다 노부카쓰) | 제1대 단바 가이바라 번 번주 (오다 가문 노부카쓰 계 다카나가 류) 1695년 ~ 1722년 | 후임 오다 노부토모 |